# Partido di General Belgrano
Il partido di General Belgrano è un dipartimento (partido) dell'Argentina facente parte della Provincia di Buenos Aires. Il capoluogo è General Belgrano.